# Two (альбом De/Vision)
Two — шестой полноформатный альбом группы De/Vision, выпущенный в 2001 году после перехода группы на новый независимый лейб Drakkar Records.

## Об альбоме
Эта пластинка стала первой после того, как De/Vision стали дуэтом (к тому времени группу покинул Маркус). Альбом был также издан во Франции и Соединённых Штатах. Американское издание содержит в себе ремикс песни Heart-shaped Tumor и издавалось лейблом A Different Drum.
В этом альбоме группа продолжила свои эксперименты с гитарами и ударными установками.

## Список композиций
1. «All I Ever Do»
2. «Silent Moan»
3. «Drowning Soul»
4. «Heroine»
5. «Blindness»
6. «Heart-Shaped Tumor»
7. «State of Mind»
8. «Escape the World»
9. «Uncaring Machine»
10. «Lonely Day»

## Синглы с альбома

### Heart-shaped Tumor
«Heart-shaped Tumor» — сингл группы De/Vision с альбома «Two». 
 После прекращения контракта с лейблом WEA De/Vision перешли на новый независимый лейбл «Drakkar records» и «Heart-shaped Tumor» стал первым результатом их сотрудничества. На песню снимается видеоклип.Также на сингле содержится два интересных би-сайда, один из которых «Neptune» инструментальный.
Номер по каталогу: 74321 88398-2

#### Список композиций
1. Heart-Shaped Tumor (Radio-Edit) (3:54)
2. Heart-Shaped Tumor (Straight-Mix!) (5:59)
3. Home (4:37)
4. Neptune (4:31)
5. Heart-Shaped Tumor (Icon Of Coil-Remix) (5:38)
6. Heart-Shaped Tumor (Neurotic-Mix) (4:06)
7. Heart-Shaped Tumor (Instrumental) (5:53)

### Lonely Day
«Lonely Day» — промосингл группы De/Vision с альбома «Two». 
 «Unplugged» версия записана в 2001 году и взята с одноименного CD. Вышел ограниченным тиражом.
Номер по каталогу: 74321 93260-2

#### Список композиций
1. Lonely Day (Radio Cut) (3:29)
2. Lonely Day (Album Version) (5:05)
3. Lonely Day (Unplugged) (5:02)